# Liste der Naturdenkmale im Landkreis Calw

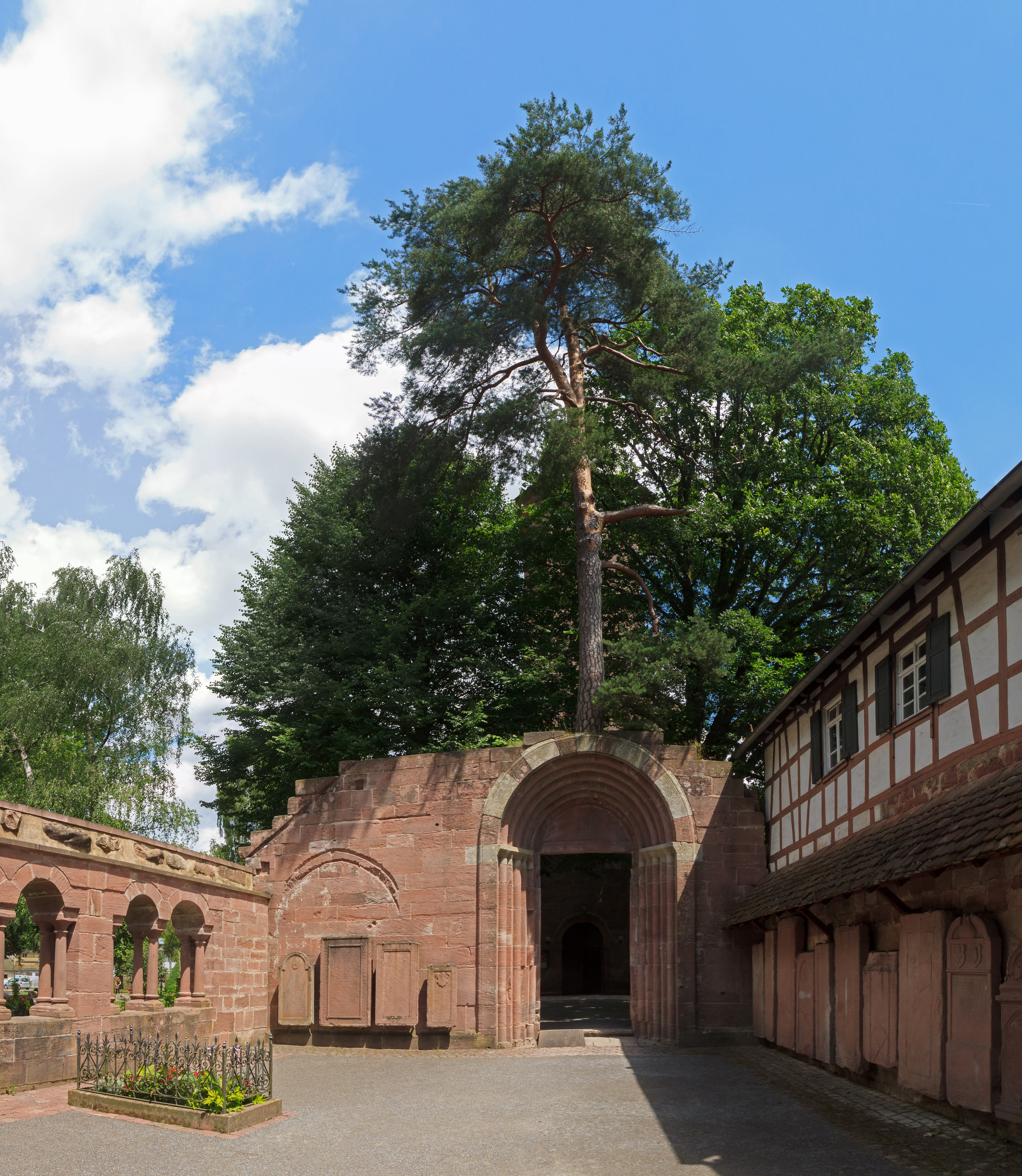
Naturdenkmal „Forche auf der Klosterruine“ in Bad Herrenalb

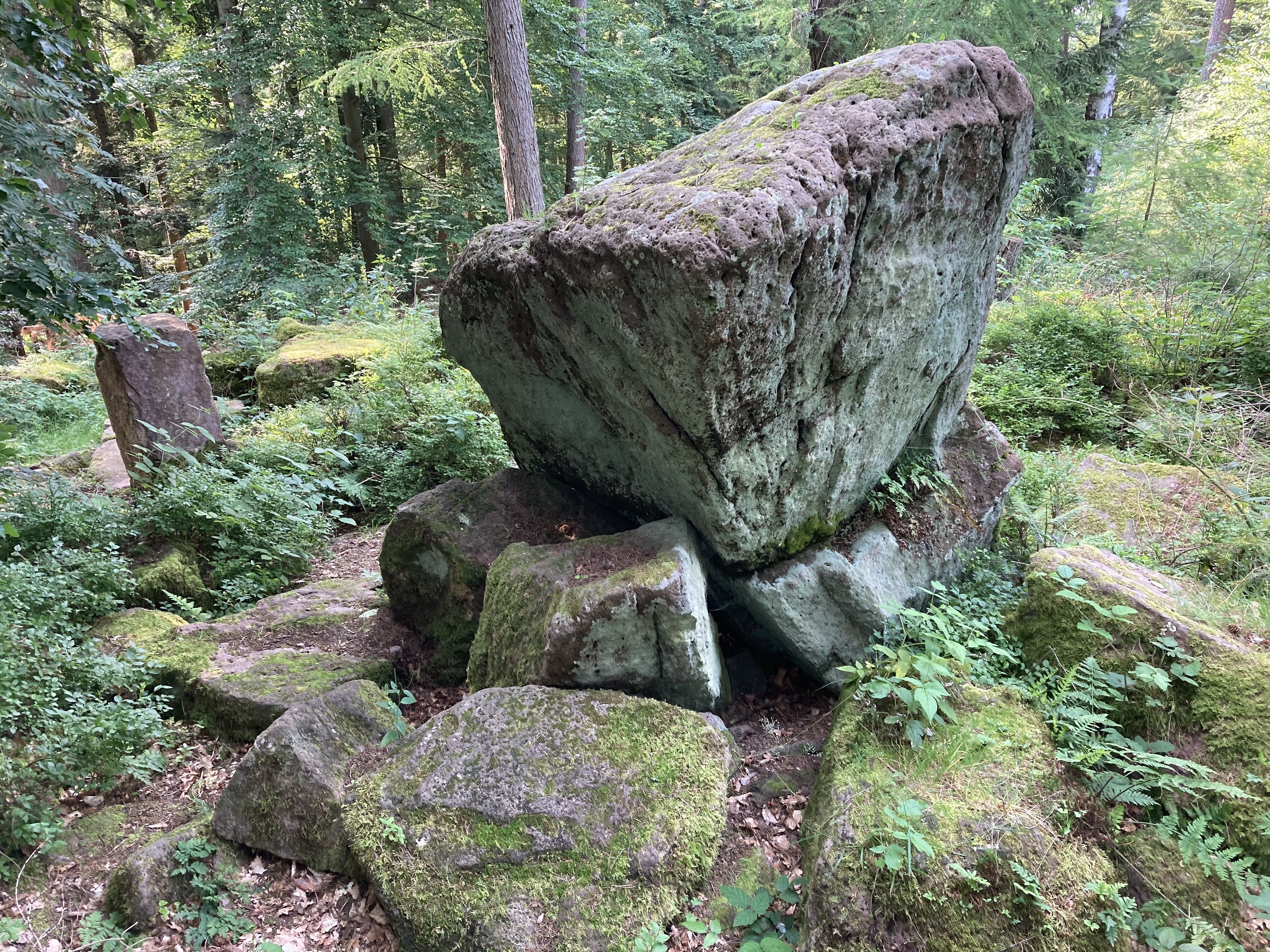
Naturdenkmal „Wackelstein“in Calw

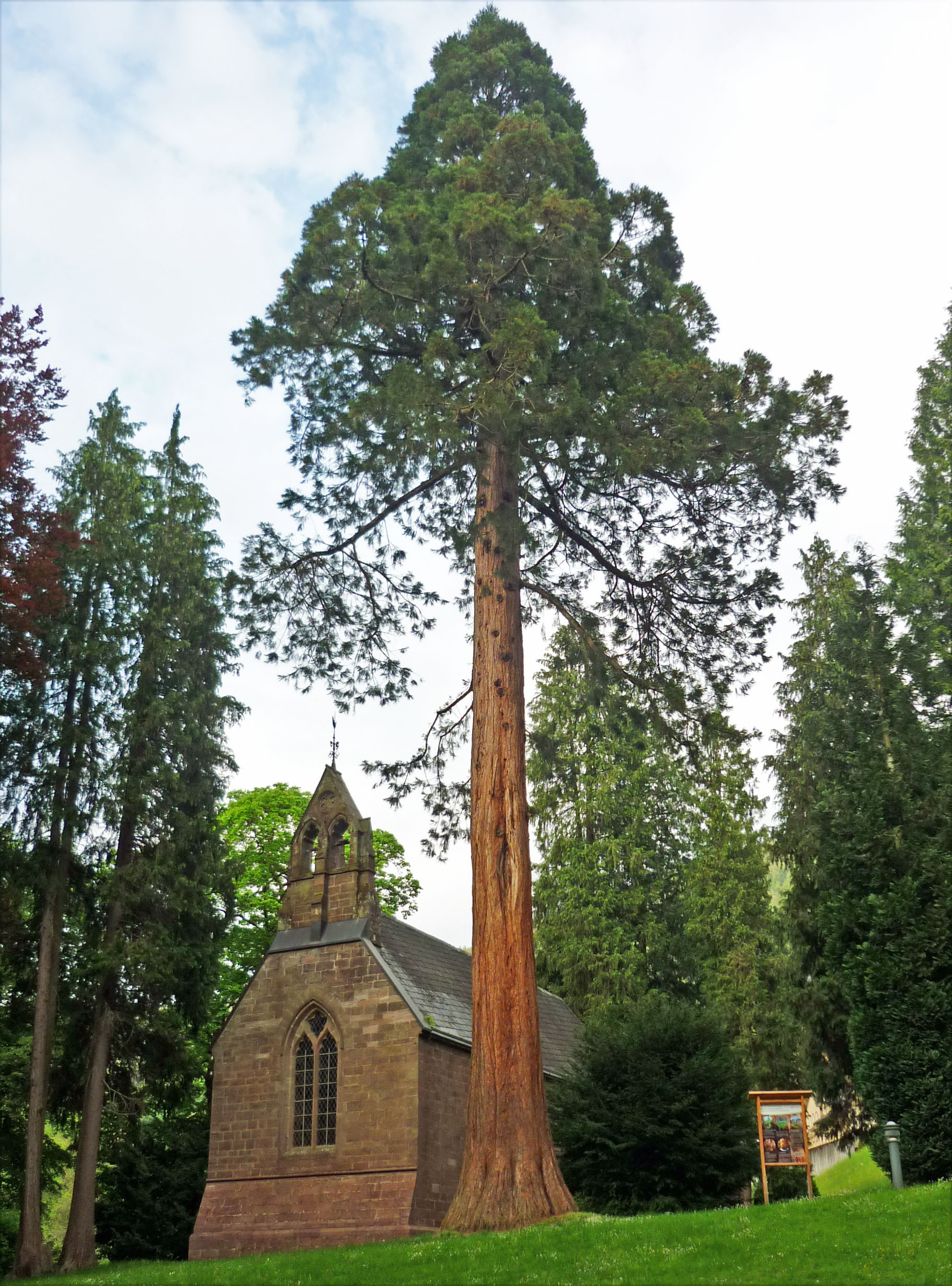
Naturdenkmal „Mammutbaum“ in Bad Wildbad

Die Liste der Naturdenkmale im Landkreis Calw nennt die Listen der in den Städten und Gemeinden im Landkreis Calw gelegenen Naturdenkmale. Im Landkreis Calw liegen Stand November 2024 insgesamt 34 flächenhafte Naturdenkmale (FND) und 70 als Naturdenkmal geschützte Einzelgebilde (END).

## Naturdenkmale im Landkreis Calw
Stand: 12. Dezember 2024.
| Gemeinde               | Liste                                                 | Anzahl END | Anzahl FND | Gesamt |
| ---------------------- | ----------------------------------------------------- | ---------- | ---------- | ------ |
| Altensteig             | Liste der Naturdenkmale in Altensteig                 | 7          | 0          | 7      |
| Althengstett           | Liste der Naturdenkmale in Althengstett               | 2          | 0          | 2      |
| Bad Herrenalb          | Liste der Naturdenkmale in Bad Herrenalb              | 5          | 5          | 10     |
| Bad Liebenzell         | Liste der Naturdenkmale in Bad Liebenzell             | 1          | 2          | 3      |
| Bad Teinach-Zavelstein | Liste der Naturdenkmale in Bad Teinach-Zavelstein     | 3          | 4          | 3      |
| Bad Wildbad            | Liste der Naturdenkmale in Bad Wildbad                | 0          | 3          | 3      |
| Calw                   | Liste der Naturdenkmale in Calw                       | 10         | 6          | 16     |
| Ebhausen               | Liste der Naturdenkmale in Ebhausen                   | 3          | 0          | 3      |
| Egenhausen             | Liste der Naturdenkmale in Egenhausen                 | 1          | 3          | 4      |
| Enzklösterle           | Liste der Naturdenkmale in Enzklösterle               | 4          | 0          | 4      |
| Gechingen              | Liste der Naturdenkmale in Gechingen                  | 4          | 2          | 6      |
| Haiterbach             | Liste der Naturdenkmale in Haiterbach                 | 7          | 1          | 8      |
| Nagold                 | Liste der Naturdenkmale in Nagold                     | 1          | 3          | 4      |
| Neubulach              | Liste der Naturdenkmale in Neubulach                  | 2          | 3          | 5      |
| Neuweiler              | Liste der Naturdenkmale in Neuweiler                  | 5          | 0          | 5      |
| Oberreichenbach        | Liste der Naturdenkmale in Oberreichenbach            | 1          | 0          | 1      |
| Rohrdorf               | Liste der Naturdenkmale in Rohrdorf (Landkreis Calw)  | 1          | 0          | 1      |
| Schömberg              | Liste der Naturdenkmale in Schömberg (Landkreis Calw) | 0          | 1          | 1      |
| Simmersfeld            | Liste der Naturdenkmale in Simmersfeld                | 4          | 0          | 4      |
| Wildberg               | Liste der Naturdenkmale in Wildberg (Schwarzwald)     | 11         | 3          | 14     |